# Jordi Amat
Jordi Amat Maas (nascido em 21 de março de 1992) é um futebolista espanhol que atua como zagueiro. Atualmente, defende o Johor DT.

## Carreira
Jordi Amat Maas começou a carreira no Espanyol.